# Vuk (filme)
Vuk é um filme de animação de longa-metragem húngaro, considerado um clássico, produzido pelo estúdio Pannónia Filmstudió em 1981, escrito por Attila Dargay, István Imre, e Tarbay Ede, e dirigido por Attila Dargay.
A história em volta da raposa Vuk é baseada na obra homónima de 1965 da escritora húngara István Fekete (1900–1970).